# Juno Reginas tempel

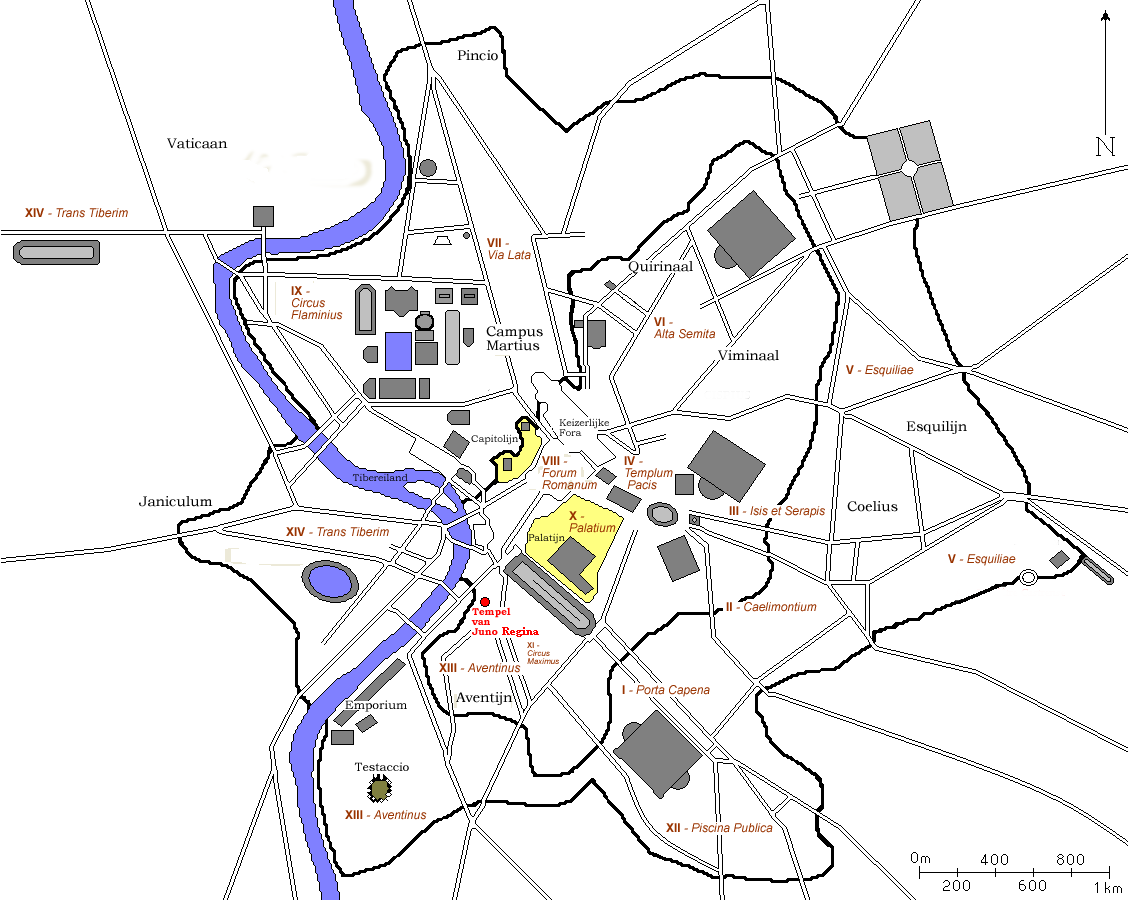
Juno Reginas tempel i Rom.

Juno Reginas tempel var en helgedom på Aventinen i det antika Rom, tillägnad gudinnan Juno i hennes egenskap av gudarnas drottning. Det ska inte förväxlas med Juno Reginas tempel på Campus Martius. 
Templet invigdes av Marcus Furius Camillus, som före erövringen av den etruskiska staden Veii år 396 f.Kr. lovade att uppföra en helgedom åt "Veiis drottning", det vill säga Juno, som var populär i Veii, och som uppfyllde detta löfte efter att han framgångsrikt erövrat staden. Templet invigdes 392 f.Kr., och Camillus uppställde gudinnans trästaty från Veii i detta tempel. Juno Reginas tempel nämns ofta de följande århundradena i samband med omtalade donationer, gåvor, mirakel och förutsägelser. År 207 nämns till exempel en procession som utgick därifrån. Det nämns sista gången då det undergick en renovering under kejsar Augustus. Templet torde ha stängts senast under förföljelserna mot hedningarna på 300-talet. Under 400-talet användes flera pelare från detta tempel i basilikan Santa Sabina.